# Segeg
Segeg (ou Sagag) est un woreda de l'est de l’Éthiopie situé dans la zone Nogob de la région Somali. Ce district tire son nom de la ville éponyme Segeg.
Le woreda Yahob de la zone Erer s'en détache récemment.

## Situation
Situé à l'extrémité nord de la zone Nogob, le district est limitrophe des zones Erer et Jarar.
Son centre administratif se trouve environ 120 km au sud-ouest de Degehabur,.
| Yahob  |       | Degehamedo |
| Hamero | Segeg |            |
| Dihun  |       | Gerbo      |

## Démographie
Selon des chiffres publiés par l’agence centrale des statistiques d’Éthiopie en 2005, le woreda compte une population totale de 26 714 habitants répartis en 12 173 hommes et 14 541 femmes ; 3713 individus, soit 13,90 % de cette population, sont des citadins, un chiffre supérieur à la moyenne de la zone qui est de 11,6 %. L’information est indisponible pour la zone précise entourant la ville de Segeg, ce qui empêche de calculer la densité. Ce woreda est essentiellement peuplé par le clan somali des Darod.
Le recensement national de 1997 a établi une population totale pour ce woreda de 21 355 personnes dont 11 809 hommes et 9546 femmes ; 2488 soit 11,65 % de la population sont des citadins. Ces chiffres incluent une estimation des habitants de 22  kébélés ruraux, qui ne sont pas décomptés ; leur population est estimée compter 3806 habitants dont 2107 hommes et 1699 women. Le groupe ethnique le plus important du woreda était formé des Somalis (99,98 %).
Le recensement national de 2007, réalisé dans le périmètre d'origine comprenant encore Yahob, fait état d'une population de 23 986 habitants dont 19 % de citadins qui sont les 4 477 habitants du centre administratif.
Presque tous les habitants sont musulmans.
En 2022, la population est estimée sur le même périmètre à 35 269 personnes avec une densité de population d'environ dix personnes par km2 et 3 386 km2 de superficie.